# Distribution (moteur)
Pour les articles homonymes, voir Distribution.

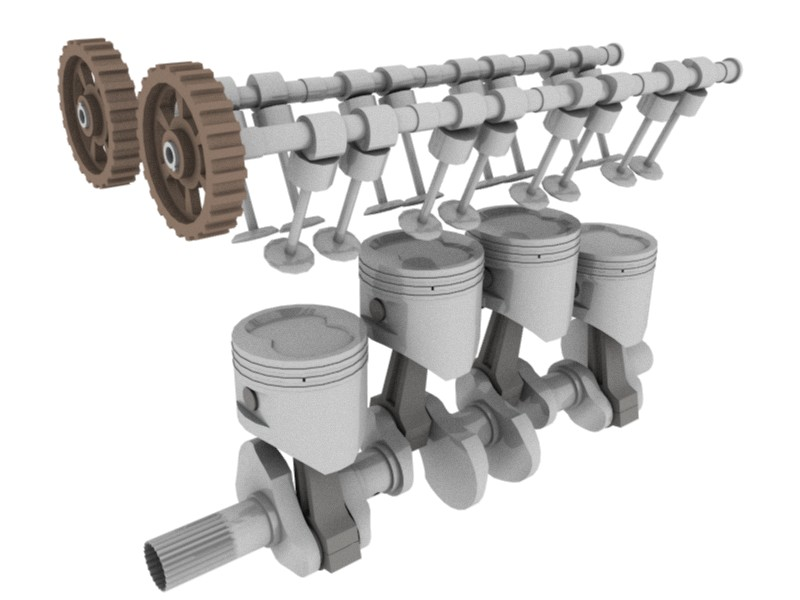
Éclaté d'un moteur à double arbre à cames en tête.

En mécanique, la distribution regroupe les mécanismes qui assurent l'admission et l'échappement des gaz dans les cylindres d'un moteur à explosion. L'arbre à cames, les soupapes ou encore la courroie (ou chaîne) de distribution sont une liste non exhaustive des éléments composant la distribution.

## Description et fonctionnement
Lors de son fonctionnement, un moteur à combustion interne effectue différentes phases réalisées dans un ordre précis appelées « temps ». Afin que celles-ci se déroulent d'une manière ordonnée, il est nécessaire de synchroniser les différentes phases.
Un moteur à deux temps utilise peu de pièces mécaniques dans la mesure où il s'agit de découvrir lors de la course du piston différentes lumières d'entrées et de sortie du mélange carburé à l'admission et des gaz brulés à l'échappement et parfois d'actionner, par dépression, des clapets sur le circuit d'admission.
Le moteur à quatre temps est un système plus complexe car utilisant de nombreuses pièces en mouvement simultané et synchronisé, se rapprochant d'un mouvement d'horlogerie. Dans ce cas, le mouvement circulaire décrit par le vilebrequin est transmis au mécanisme d'ouverture des soupapes (le(s) arbre(s) à cames) soit par courroie, soit par chaîne de transmission, ou bien encore par une cascade de pignons.
La courroie de distribution est présente sur de nombreux moteurs à cause de son coût de fabrication faible comparé aux autres types de distribution ; cependant, il est conseillé de la remplacer selon une périodicité préconisée par le constructeur (tous les 80 000 à 140 000 km, ou de 5 a 10 ans).
La chaîne de distribution, quant à elle, nécessite un entretien moins fréquent mais a besoin d’être vérifiée selon le kilométrage constructeur (jeu au niveau des maillons, tendeurs de chaîne, etc.).

## Différentes techniques
- Chaîne, ou cascade de pignons, pour transmettre le mouvement du vilebrequin à l'arbre à cames. Leur durée de vie est théoriquement égale à celle de l'ensemble du moteur, s'ils sont correctement lubrifiés, cependant ces techniques d'entraînement sont consommatrices de puissance, à l’accélération, du fait de leur inertie, car ils sont assez lourds ; ils nuisent donc à l'efficacité mécanique globale du moteur.

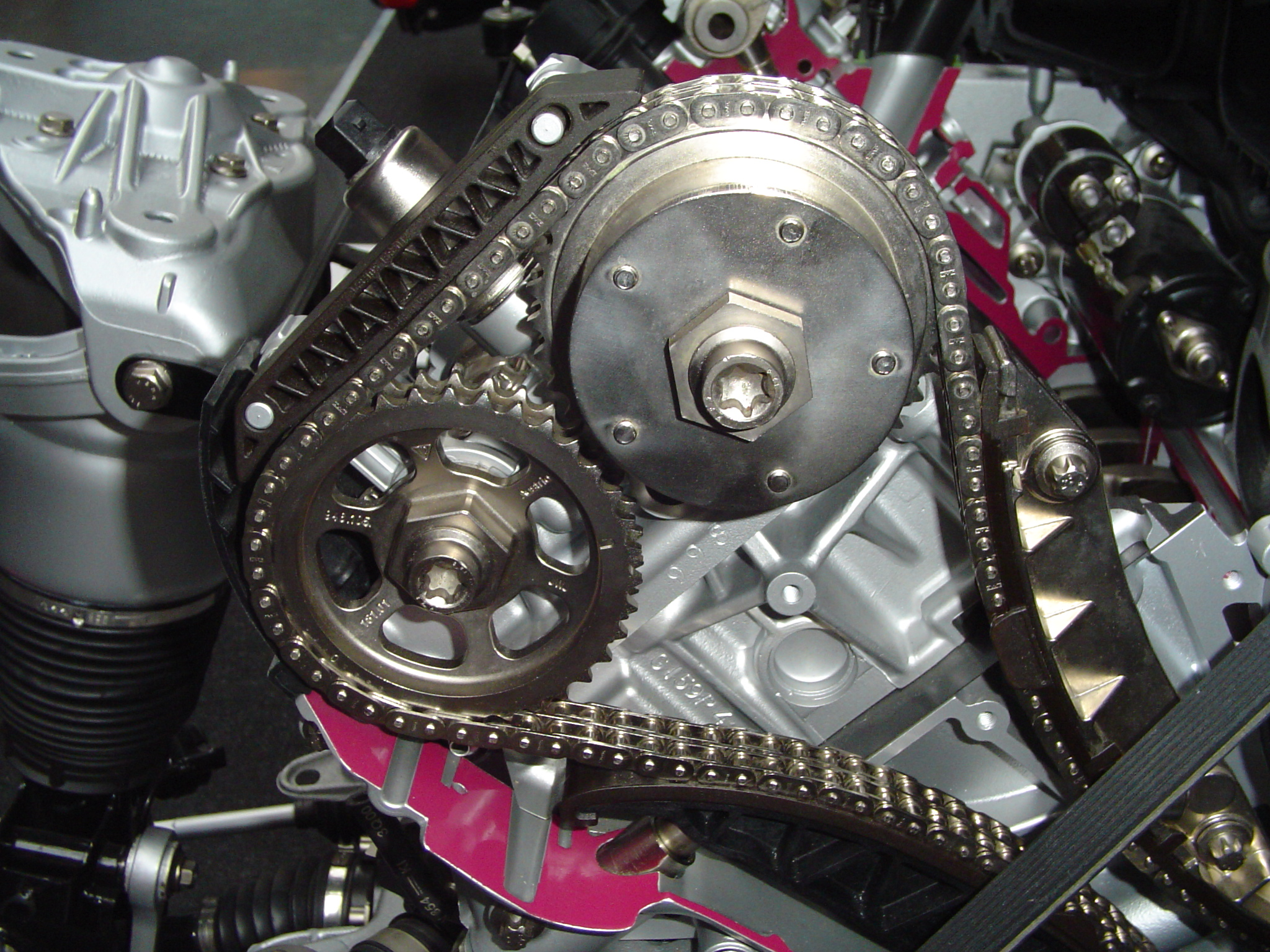
Chaîne de distribution d'un moteur à double arbre à cames en tête.
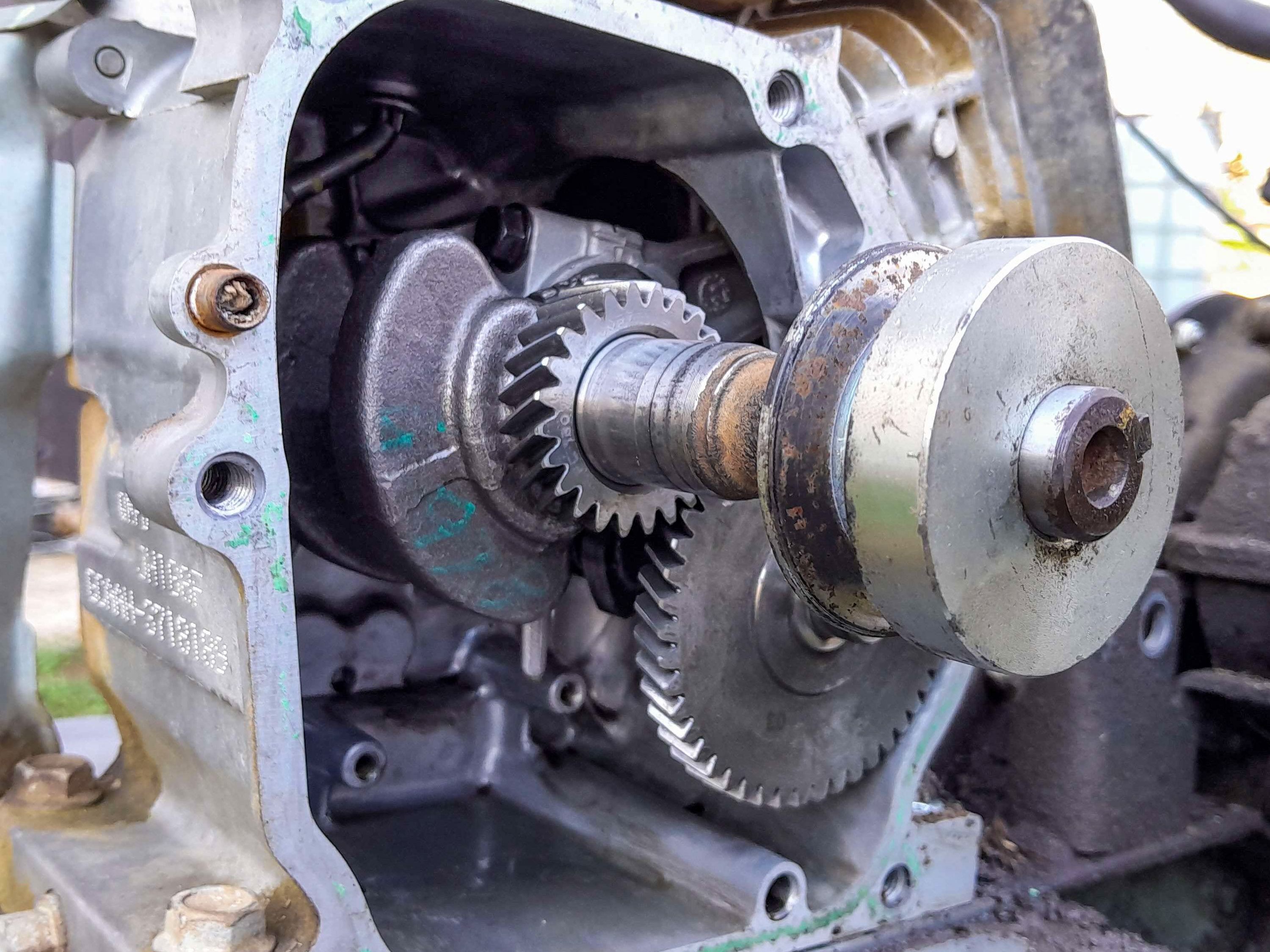
Engrenages de distribution sur un moteur Honda GX160 de motoculteur.
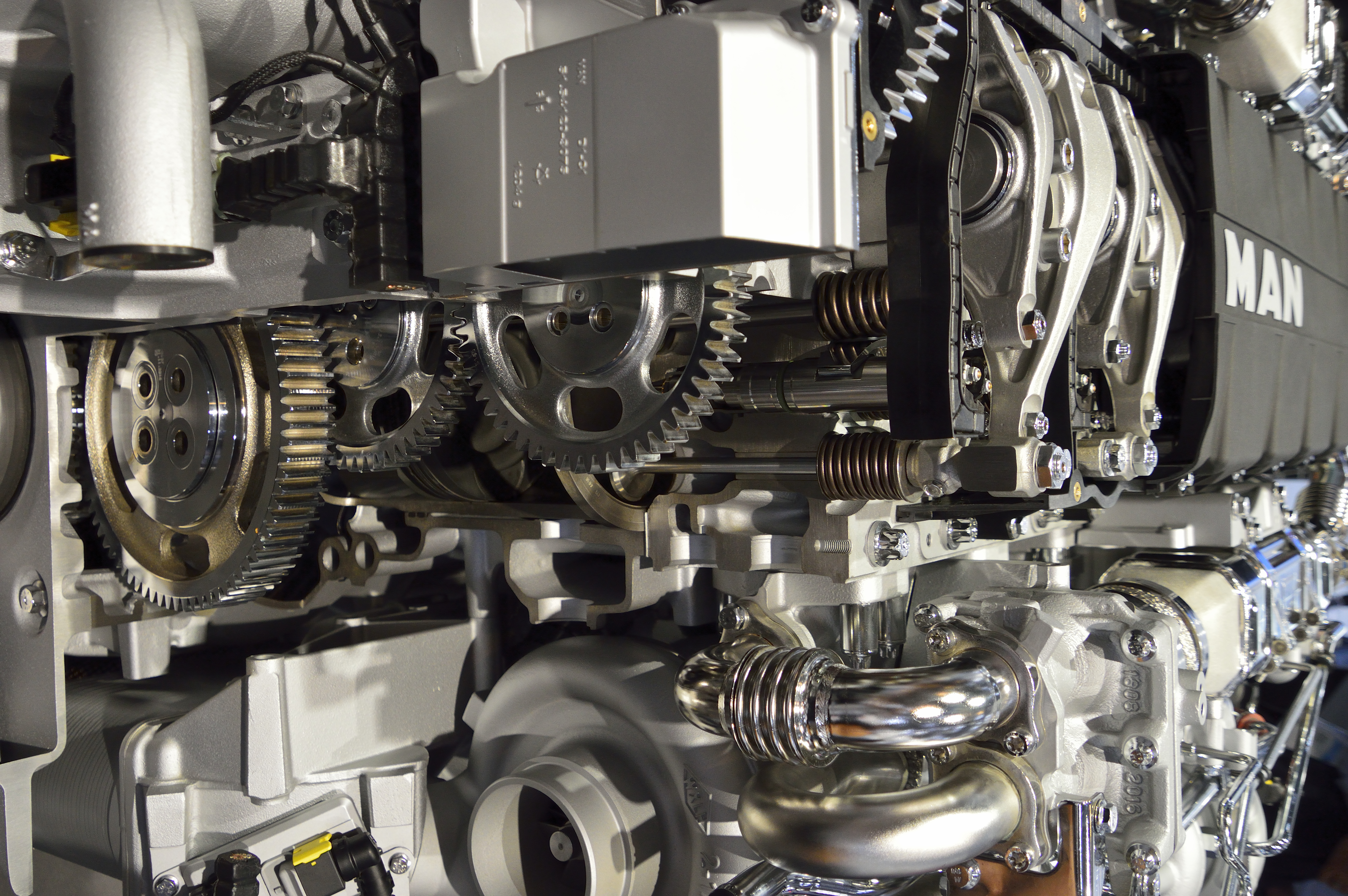
Cascade de pignons sur un moteur MAN.

- Courroie de distribution : elle a l'avantage de ne nécessiter aucun graissage et d'être silencieuse et moins chère ; par contre, son remplacement périodique est impératif (tous les 50 000 à 240 000 kilomètres, mais aussi après quelques années, entre cinq et dix ans, lorsque le kilométrage n'est pas atteint, du fait de la dégradation progressive des composants de cette courroie, essentiellement du caoutchouc enrobant une tresse (âme) en aramide ou fibre de verre). La rupture de cette courroie est à coup sûr destructrice pour l'ensemble du haut moteur, sauf pour les moteurs à non-interférence (les pistons en position haute ne peuvent pas toucher les soupapes même si ces dernières sont descendues au maximum)[2].

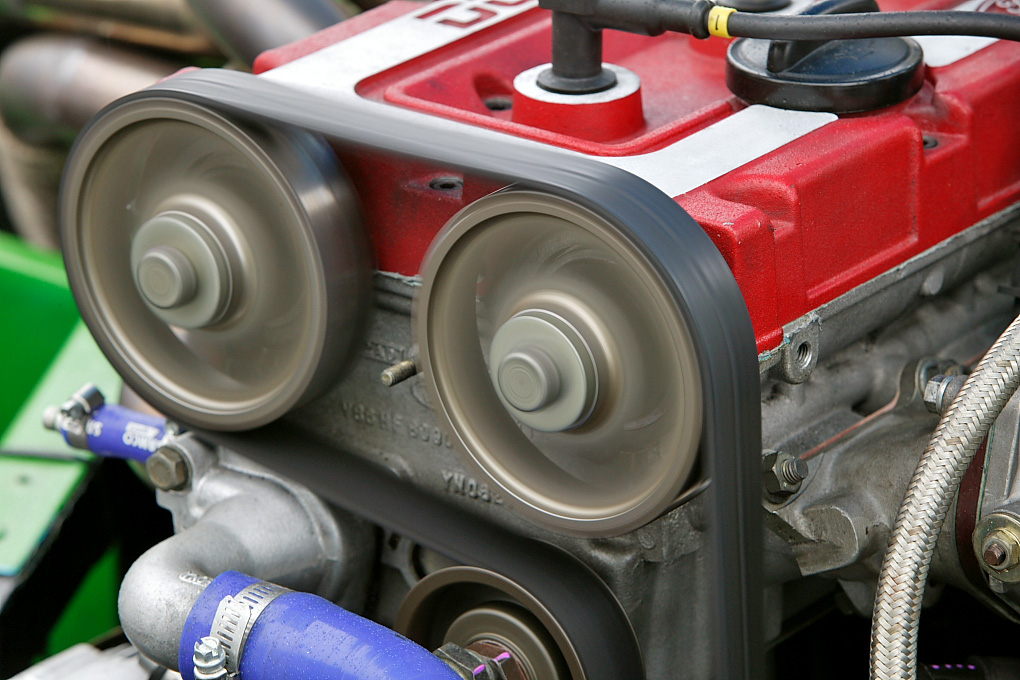
Courroie de distribution sur un moteur Ford Cosworth en marche.
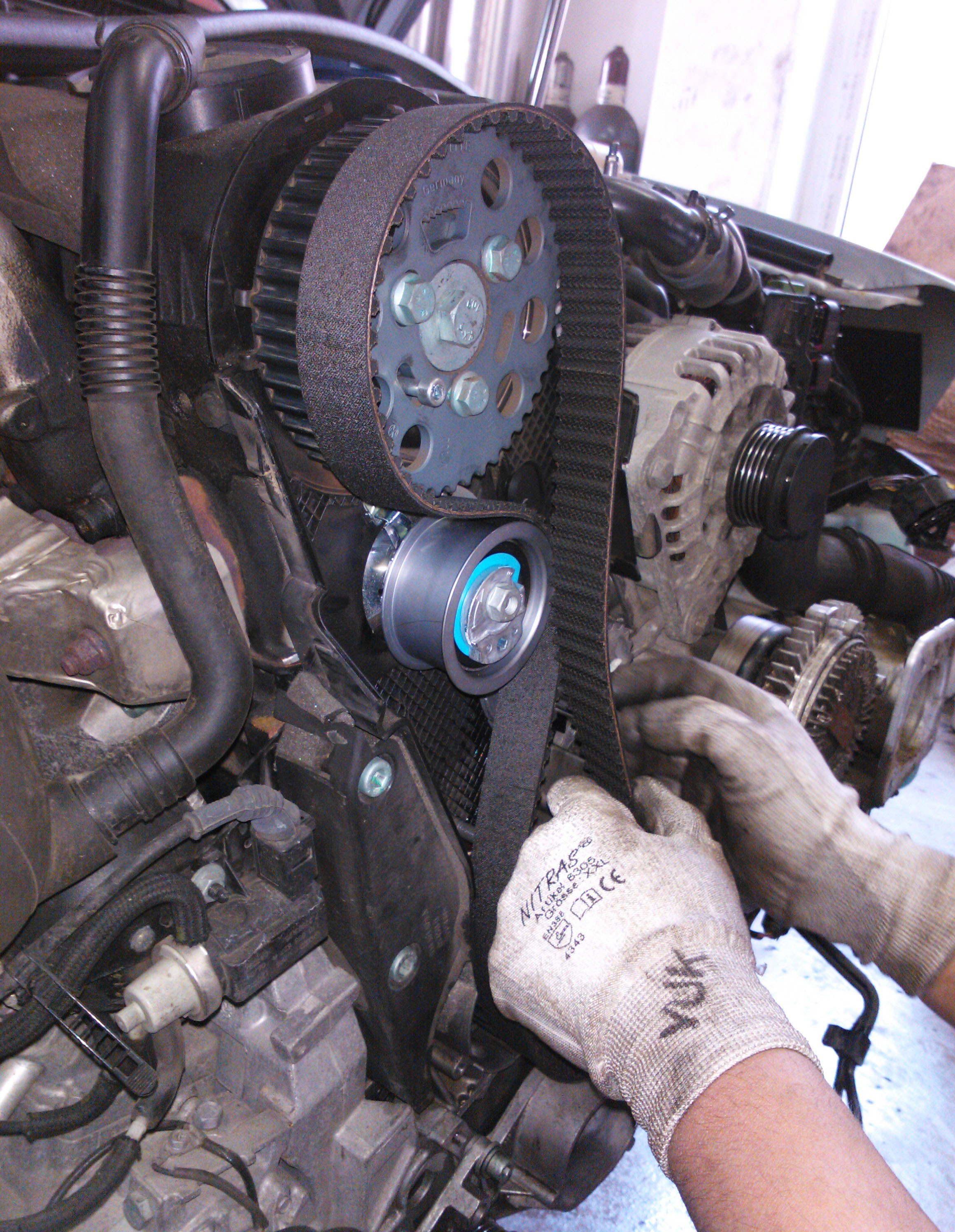
Changement d'une courroie de distribution.
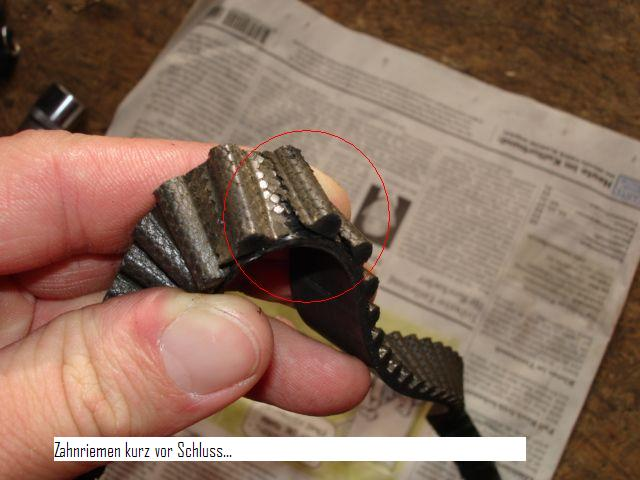
Dent abimée sur une courroie de distribution.

- Courroie de distribution humide : la courroie est lubrifiée par l'huile moteur, comme pour une chaîne de distribution. Ce type de courroie diminue les frottements et améliore donc le rendement du moteur mais nécessite un entretien scrupuleux[3].